# Яук
Я’у́к (араб. يعوق‎) — имя одного из божеств, которому поклонялся народ Нуха. Упоминается в коранической суре Нух: «И они замыслили великий заговор и сказали: „Не отрекайтесь от ваших богов: Вадда, Сувы, Йагуса, Йаука и Насра“».
Сообщения о том, что идол Я’ука изображал лошадь, вероятно, не достоверны. Некоторые комментаторы Корана считали Яука, так же как Ягуса, обожествлённым древним героем или благочестивым человеком. После его смерти благочестивца Шайтан предложил соплеменникам изготовить его изображение. Со временем статуя стала объектом поклонения. Вероятно, эта легенда красочно изображает действительный процесс превращения культа предков в древнеаравийский пантеон божеств.
Вероятно как и Ягус был божеством, «распределяющим дождь». Был объектом поклонения йеменского племенного союза хамдан и некоторых других йеменских племен. Идол находился в селении Хайван.